# Vauxhall Slant-4
Vauxhall Slant-4 (или Slant Four) — серия рядных четырёхцилиндровых автомобильных бензиновых двигателей внутреннего сгорания, выпускавшихся с сентября 1967 по июль 1983 года британской компанией Vauxhall.

## Описание
Название Slant-4 двигатель получил ввиду того, что его цилиндры наклонены под углом примерно 45° от вертикали. Такая компоновка возникла ввиду того, что компания Vauxhall изначально планировала разработать целое семейство двигателей, построенных на одной производственной линии. Наклонные двигатели I4 и V8, разработанные под руководством тогдашнего главного инженера Vauxhall Джона Олдена, должны были выпускаться как в бензиновом, так и в дизельном исполнении. Несмотря на то, что были выпущены прототип бензинового двигателя V8 и несколько прототипов четырёхцилиндрового дизельного двигателя, до серийного производства дошёл только четырёхцилиндровый бензиновый двигатель. 
Двигатель Vauxhall Slant-4 имеет один верхний распредвал, приводимый в движение ремнём газораспределительного механизма. Распредвал управлял двумя клапанами на цилиндр. Оригинальная конструкция клапанного механизма, включающая в себя винт крышки с наклонной головкой гнезда, позволяла регулировать зазоры клапанов с помощью щупа и шестигранного ключа. Блок цилиндров и его головка изготовлены из чугуна.

## Применения
- Vauxhall FC Victor
- Vauxhall XVR[3]
- Vauxhall FD Victor
- Vauxhall FE Victor
- Vauxhall HP Firenza
- Vauxhall VX4/90
- Costin Amigo
- Bedford CF
- Vauxhall Chevette 2300 HS[4]

## Технические характеристики
| Объём    | Диаметр цилиндра x Ход поршня           | Степень сжатия | Мощность                              | Крутящий момент           | Годы производства | Примечания                                                             |
| -------- | --------------------------------------- | -------------- | ------------------------------------- | ------------------------- | ----------------- | ---------------------------------------------------------------------- |
| 1599 см3 | 85,73 мм × 69,24 мм (3,375 ″ × 2,726 ″) | 8.5:1          | 54 кВт (72 л. с.) при 5600 об/мин     | 113 Н·м при 2200 об/мин   | 1967—1972         |                                                                        |
| 1599 см3 | 85,73 мм × 69,24 мм (3,375 ″ × 2,726 ″) | 8.5:1          | 51,6 кВт (69,2 л. с.) при 5100 об/мин | 122 Н·м при 2500 об/мин   | 1970—1972         | Распределительный вал с низким подъёмом.                               |
| 1759 см3 | 85,73 мм × 76,2 мм (3,375 ″ × 3,000 ″)  | 8.5:1          | 57 кВт (77 л. с.) при 5100 об/мин     | 132 Н·м при 3000 об/мин   | 1972—1975         |                                                                        |
| 1759 см3 | 85,73 мм × 76,2 мм (3,375 ″ × 3,000 ″)  | 8.5:1          | 66 кВт (88 л. с.) при 5800 об/мин     | 134 Н·м при 3500 об/мин   | 1976—1983         |                                                                        |
| 1975 см3 | 95,25 мм × 69,24 мм (3,750 ″ × 2,726 ″) | 8.5:1          | 66 кВт (88 л. с.) при 5500 об/мин     | 138 Н·м при 3200 об/мин   | 1967—1972         |                                                                        |
| 1975 см3 | 95,25 мм × 69,24 мм (3,750 ″ × 2,726 ″) | 7.3:1          | 57,8 кВт (77,5 л. с.) при 5100 об/мин | 136 Н·м при 2800 об/мин   | 1971—1972         | Для Канады.                                                            |
| 1975 см3 | 95,25 мм × 69,24 мм (3,750 ″ × 2,726 ″) | 8.5:1          | 78 кВт (104 л. с.) при 5600 об/мин    | 159 Н·м при 3400 об/мин   | 1968—1972         | Двухкамерные карбюраторы                                               |
| 2279 см3 | 97,4 мм × 76,2 мм (3,83 ″ × 3,00 ″)     | 8.5:1          | 75 кВт (100 л. с.) при 5200 об/мин    | 188 Н·м при 3000 об/мин   | 1972—1976         |                                                                        |
| 2279 см3 | 97,4 мм × 76,2 мм (3,83 ″ × 3,00 ″)     | 8.5:1          | 81 кВт (109 л. с.) при 5000 об/мин    | 190 Н·м при 3000 об/мин   | 1976—1978         |                                                                        |
| 2279 см3 | 97,4 мм × 76,2 мм (3,83 ″ × 3,00 ″)     | 8.5:1          | 84 кВт (112 л. с.) при 5400 об/мин    | 190 Н·м при 3000 об/мин   | 1972—1974         | Двухкамерные карбюраторы                                               |
| 2279 см3 | 97,4 мм × 76,2 мм (3,83 ″ × 3,00 ″)     | 8.5:1          | 87 кВт (116 л. с.) при 5000 об/мин    | 197 Н·м при 3000 об/мин   | 1974—1978         | Двухкамерные карбюраторы                                               |
| 2279 см3 | 97,4 мм × 76,2 мм (3,83 ″ × 3,00 ″)     | 9.2:1          | 98 кВт (131 л. с.) при 5500 об/мин    | 197,3 Н·м при 3500 об/мин | 1974—1975         | Двухкамерные карбюраторы, HPF                                          |
| 2279 см3 | 97,4 мм × 76,2 мм (3,83 ″ × 3,00 ″)     | 8.5:1          | 101 кВт (135 л. с.) при 5500 об/мин   | 182 Н·м при 4500 об/мин   | 1978—1982         | Двухкамерные карбюраторы, 16-клапанная головка блока цилиндров, HS/HSR |